# Onésio Brasileiro Alvarenga
Onésio Brasileiro Alvarenga (Ituiutaba, 23 de janeiro de 1921 — 2 de novembro de 2005) foi um futebolista brasileiro, que atuava como goleiro.
Ele se tornou mais conhecido por sua atuação como presidente do Vila Nova Futebol Clube, sobretudo em seu primeiro mandato, durante os anos de 1958 e 1963. Em sua gestão, houve um intenso processo de profissionalização do clube, principalmente com a negociação com diversos clubes de fora do estado. Como resultado, o Vila Nova conseguiu seu primeiro título do Campeonato Goiano em 1961, feito que se repetiu nos dois anos seguintes.
Na década de 1980, o estádio que pertence ao Vila Nova recebeu seu nome em homenagem, o Estádio Onésio Brasileiro Alvarenga, também conhecido como OBA.

## Vida pessoal
Filho de Rodolfo Brasileiro de Alvarenga e Maria Jacynta das Dores, Onésio Brasileiro Alvarenga nasceu no interior de Minas Gerais, em Ituiutaba, em 23 de janeiro de 1921.

## Biografia
Durante sua atividade como jogador de futebol, Onésio Brasileiro Alvarenga chegou ao então Araguaia Futebol Clube, hoje Vila Nova, quando a instituição ainda estava em fase inicial de profissionalização. Na época, em 1949, a equipe participava principalmente de torneios amadores e realizava partidas em cidades do interior goiano. Após sua rápida passagem como goleiro no clube pelo qual se tornaria ídolo nos bastidores da gestão, ele foi contratado pelo Goiás e, com a equipe, conseguiu conquistar o campeonato estadual em 1951. O título foi confirmado apenas meses depois com a decisão do Tribunal de Justiça.
Apesar de sua carreira como goleiro, a atividade pela qual se tornou mais conhecido e deixou legado para o futebol de Goiás foi a de presidente do Vila Nova. Anteriormente, ele já havia ocupado cargos na diretoria executiva, na qual se destacou por sua presença constante nos assuntos administrativos e na negociação de atletas. Com o final do mandato de Antônio Lisita, o nome de Onésio foi sondado para assumir a posição, e, após certa hesitação, foi empossado em 1958. Durante sua gestão, conseguiu contratar jogadores de fora do estado de Goiás e investir na infraestrutura de complexos esportivos. Os avanços obtiveram resultado dentro de campo, dando ao Vila Nova seus primeiros títulos: três vezes campeão no Campeonato Goiano, duas vezes no Torneio Octogonal Goiânia-Anápolis e três vezes na Taça Cidade de Goiânia.
No início da década de 1980, com a inauguração do estádio pertencente ao Vila Nova, ficou decidido que o estádio receberia o nome de Onésio Brasileiro Alvarenga em homenagem ao seu legado.

## Títulos

### Títulos como jogador
Goiás
- Campeonato Goiano: 1951[4]

### Títulos como presidente
Vila Nova
- Campeonato Goiano: 1961, 1962, 1963[3]
- Torneio Octogonal Goiânia-Anápolis: 1961, 1962
- Taça Cidade de Goiânia: 1961, 1962, 1963